# حشره‌خوار درختی شکم‌طلایی
حشره‌خوار درختی شکم‌طلایی(نام علمی: Tupaia chrysogaster) نام یک گونه از تیره حشره‌خوار درختی سنجابی است.